# Sekouba Bambino
Sekouba Bambino é o nome artístico de Sekouba Bambino Diabaté (Guiné, 1964), um músico e cantor da Guiné.

## Ligações Externas
- https://web.archive.org/web/20071028092349/http://membres.lycos.fr/sbambino/index.htm